# Albrecht Rendl von Uschau
Albrecht Rendl von Uschau (tschechisch Albrecht Rendl z Oušavy; † 14. September 1522) war ein böhmischer Adliger und Burggraf von Prag. Als Vertrauter des böhmischen Königs Vladislav II. war er Mitverfasser der Vladislavschen Landesordnung sowie ab 1515 Unterkämmerer von Böhmen.

## Leben
Rendl entstammte einem verarmten westböhmischen Landadelsgeschlecht, das seinen Stammsitz in Uschau hatte. Der Besitz seiner Familie war auf eine einzige Mühle zusammengeschrumpft, deswegen nannten ihn seine Gegner zuweilen „Rendl von der Mühle“ (Rendl z mlejna). Er trat als junger Mann der Brüderunität bei. Obwohl er sie später verließ, blieb er als „Pikart“ (Ketzer) verschrien. 
Weil der Familienbesitz für den Lebensunterhalt des jungen Edelknechts zu klein war, trat er in den Dienst des böhmischen Adligen Zdeniek Lev von Rosental, bei dem er bis 1493 blieb. Zdeniek Lev förderte auch später seinen Dienstmann, der sich durch juristische Kenntnisse und Eloquenz auszeichnete. 1494 wurde Rendl Prager Burggraf und 1497 berief ihn König Vladislav II. in die Kommission, die mit der Arbeit an der Vladislavschen Landesordnung betraut war, einer Sammlung von Adelsprivilegien, Gerichts- und Parlamentsentscheidungen. Da diese vor allem mit Beteiligung des hohen Adels zustande kam, und die Vertreter der Königsstädte nicht beteiligt waren, unterschätzten diese zunächst die Bedeutung der neuen Ordnung. Erst nach der Verabschiedung kam es zu scharfen Konflikten zwischen den Städten und dem Herrenstand. 
Trotzdem genoss Rendl weiterhin das Vertrauen des Königs, der ihn 1498 zum königlichen Prokurator ernannte und gleichzeitig in den Ritterstand erhob. Als Mitglied der Landesregierung und Beisitzer am Landesgericht versuchte er 1510, das Amt des Oberstlandschreibers zu kaufen. Beim Aufstieg machte sich Rendl viele Feinde. Bei den städtischen Patriziern war er verhasst, weil er die Interessen des Adels vertrat. Ein Teil des Hochadels wiederum verachtete den Emporkömmling, der die Ansprüche des Königs an heimgefallenen Gütern zu wahren suchte. 
Ein Wandel in Rendls politischer Ausrichtung trat 1513 ein. Er näherte sich dem Herzog Bartholomäus von Münsterberg an. Gemeinsam entwickelten sie den Plan, die Städte für die Seite des Königs zu gewinnen. Der Plan sah auch vor, den niederen Adel mit den Städten gegen den Herrenstand zu verbünden. Dies bedeutete den Bruch mit seinen früheren Verbündeten. Der zum Oberstburggrafen aufgestiegene Zdenek Lev von Rosenthal und andere einflussreiche Adlige begannen, gegen Rendl zu intrigieren. Der König hielt aber an ihm fest und ernannte ihn 1515 sogar zum Unterkämmerer. Der bisherige Amtsträger Burian Trčka von Lípa wurde abberufen. Die hohen Adligen begriffen dies als Affront und erklärten es zu einer Ehrensache, Rendl aus seinem Amt zu vertreiben. Zu Lebzeiten des Herzogs Bartholomäus und des Königs Vladislav konnten sie aber nichts ausrichten. Erst dem Nachfolger des Herzogs Bartholomäus, Herzog Karl von Münsterberg, gelang es, Rendl zum Amtsverzicht zu bewegen. 
Nach seinem Rückzug aus der hohen Politik war Rendl als Anwalt tätig und widmete sich, mit mäßigem Erfolg, seinem Grundbesitz. Anfang des 16. Jahrhunderts gehörte ihm die Burg Komorní Hrádek, 1504 erwarb er Rostok. Auf diesem Gut fanden auch verfolgte Anhänger der Brüderunität Zuflucht. Ihm gehörten auch Häuser in Prag, darunter welche auf dem Hradschin und an der Kleinseite. Spätestens seit 1514 hatte er vermutlich mit großen finanziellen Schwierigkeiten zu kämpfen. 1514 verkaufte er Rostok und 1516 musste er zur Begleichung von Schulden dem Adligen Ludwig Zajímač von Kunstadt (Ludvík Zajímač z Kunštátu, † 1543) auch Komorní Hrádek überlassen.
Seinen Söhnen hinterließ Albrecht Rendl eine schriftliche Anleitung, wie sie sich als rechtschaffene Adlige zu verhalten haben. Gleichzeitig versuchte er darin, seine Lebensleistung zu rechtfertigen.